# Kropotkinskaïa (métro de Moscou)
Kropotkinskaïa (en russe : Кропо́ткинская et en anglais : Kropotkinskaya), est une station de la ligne Sokolnitcheskaïa (ligne 1 rouge) du métro de Moscou, située sur le territoire de l'arrondissement Khamovniki dans le district administratif central de Moscou.
Elle est dénommée Dvorets Sovetov lors de son ouverture en 1935, avec la première ligne du métro. C'est en 1957 qu'elle est renommée avec son nom actuel. 

## Situation sur le réseau
Établie en souterrain, à 13 mètres sous le niveau du sol, la station Kropotkinskaïa est située au point 018+21,8 de la ligne Sokolnitcheskaïa (ligne 1 rouge), entre les stations Biblioteka imeni Lenina (en direction de Boulvar Rokossovskogo) et Park koultoury (en direction de Salarievo).

## Histoire
Elle ouvrit en 1935 et faisait partie de la première ligne de métro.
Originellement, la station devait desservir l'énorme Palais des Soviets (Dvorets Sovetov), qui devait s'ériger près du site d'origine de la cathédrale du Christ-Sauveur. Kropotkinskaïa fut donc dessinée pour être la plus large et majestueuse station de la première ligne. Cependant, la construction du Palais des Soviets fut annulée par Nikita Khrouchtchev en 1953, faisant de la station la seule partie du projet à avoir existé.
Kropotkinskaïa fut construite dans une tranchée ouverte volumineuse, mesurant 176 mètres de long pour 25 de large. Les tunnels en provenance de Biblioteka imeni Lenina furent construits par la méthode du « cut-and-cover ». La présence d'un espace sans fin, ainsi que l'aridité du sol, furent des conditions favorables à la construction de la station qui prit en tout et pour tout seulement 180 jours. Kropotkinskaïa fut terminée en janvier 1935 et ouvrit quatre mois plus tard, le 15 mai. La station portait alors le nom de Dvorets Sovetov qu'elle conserva jusqu'en 1957, année durant laquelle elle fut renommée Kropotkinskaïa en honneur de Pierre Kropotkine.
Du fait qu'elle était supposée être la porte d'accès au Palais des Soviets, un grand soin fut apporté afin de rendre Kropotkinskaïa élégante et impressionnante. La station comporte des colonnes évasées recouvertes de marbre blanc, dont on dit qu'elles furent inspirées par le Temple d'Amon-Rê de Karnak. Malgré ce qu'en pense l'opinion publique, le marbre utilisé dans la station ne provient pas de la cathédrale alors démolie. La plate-forme spacieuse est recouverte de carreaux de granite gris et rouges, et les murs, carrelés à l'origine, sont maintenant recouverts de marbre de Koelga. La station est éclairée par des lampes masquées installées au sommet des colonnes.
Un modèle de la station remporta deux Grand Prix, aux Expositions Universelles de Paris (1937) et Bruxelles (1958). En 1941, les architectes et ingénieurs reçurent également le Prix Staline pour l'architecture et la construction.
Kropotkinskaïa ouvrit avec un seul vestibule d'entrée, situé à l'extrémité du Boulevard Gogolevski. Cette structure en U fut dessinée par S.M. Kravets et se compose de deux pavillons séparés, liés par une arche centrale. À la fin des années 1950, la station fut partiellement rénovée, la fonte des piliers remplacée par du marbre et le sol couvert à nouveau de granite. La réfection se termina par la création d'une nouvelle entrée faisant face à la cathédrale et à la Moskova, qui fut ouverte le 16 juillet 1960.
À cause de l'abandon du projet du Palais des Soviets, le nombre de passagers escompté ne fut jamais approché. Aujourd'hui, la station voit sortir environ 42 000 personnes par jour, la plupart étant des touristes visitant la cathédrale récemment reconstruite ou le musée Pouchkine.

## Services aux voyageurs

### Desserte

Installations et desserte
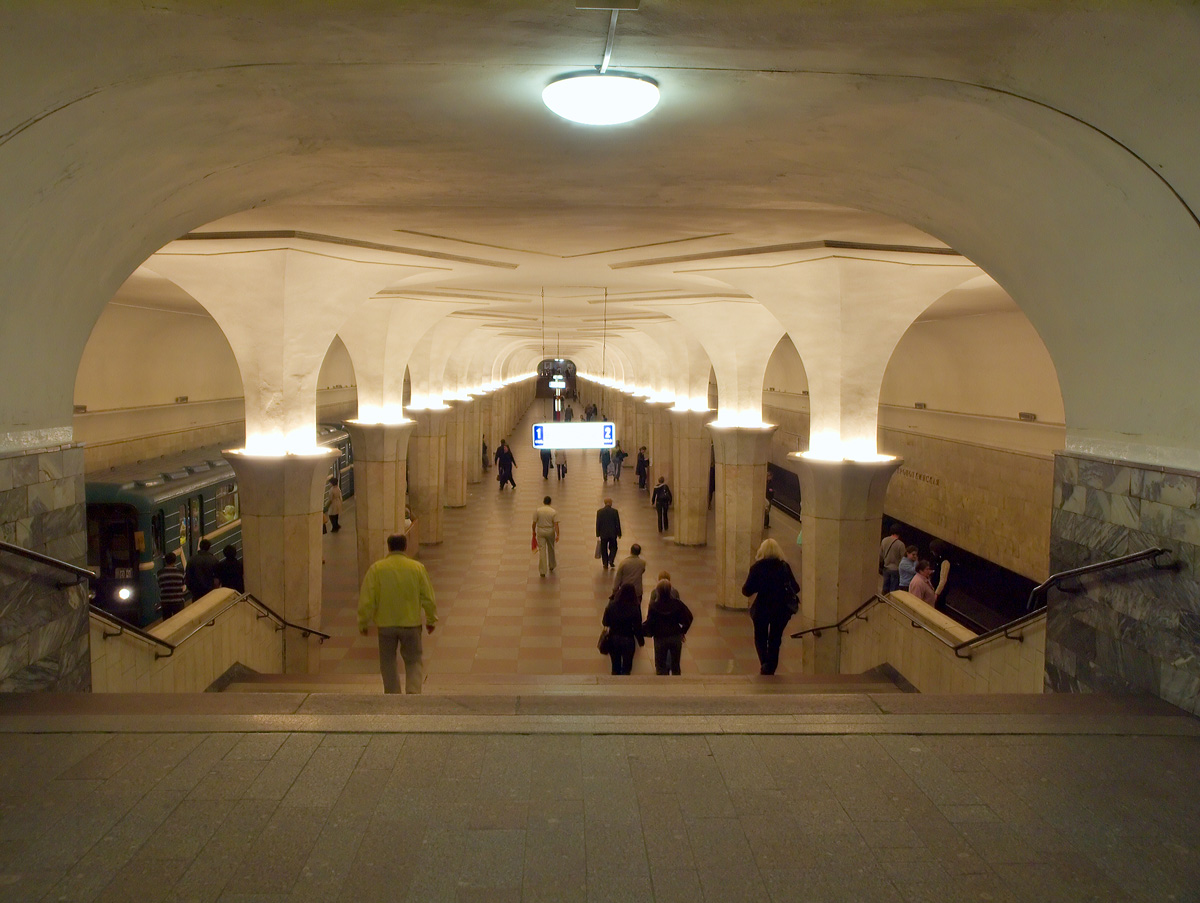
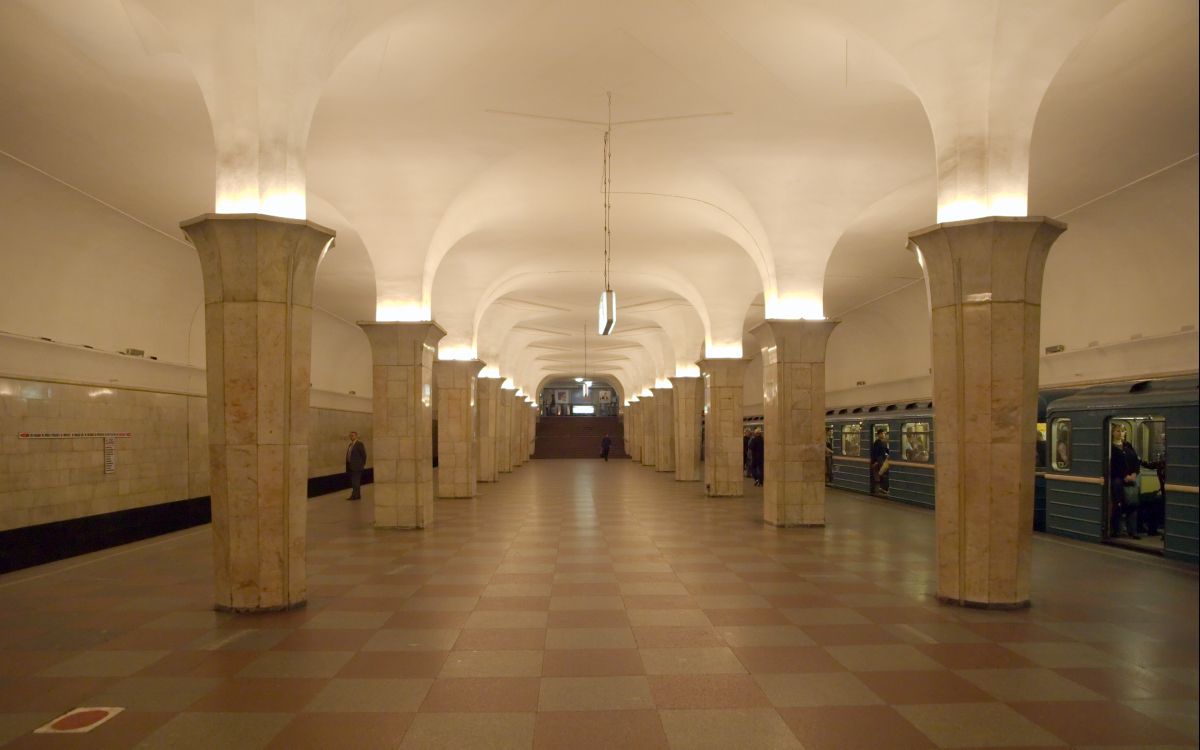
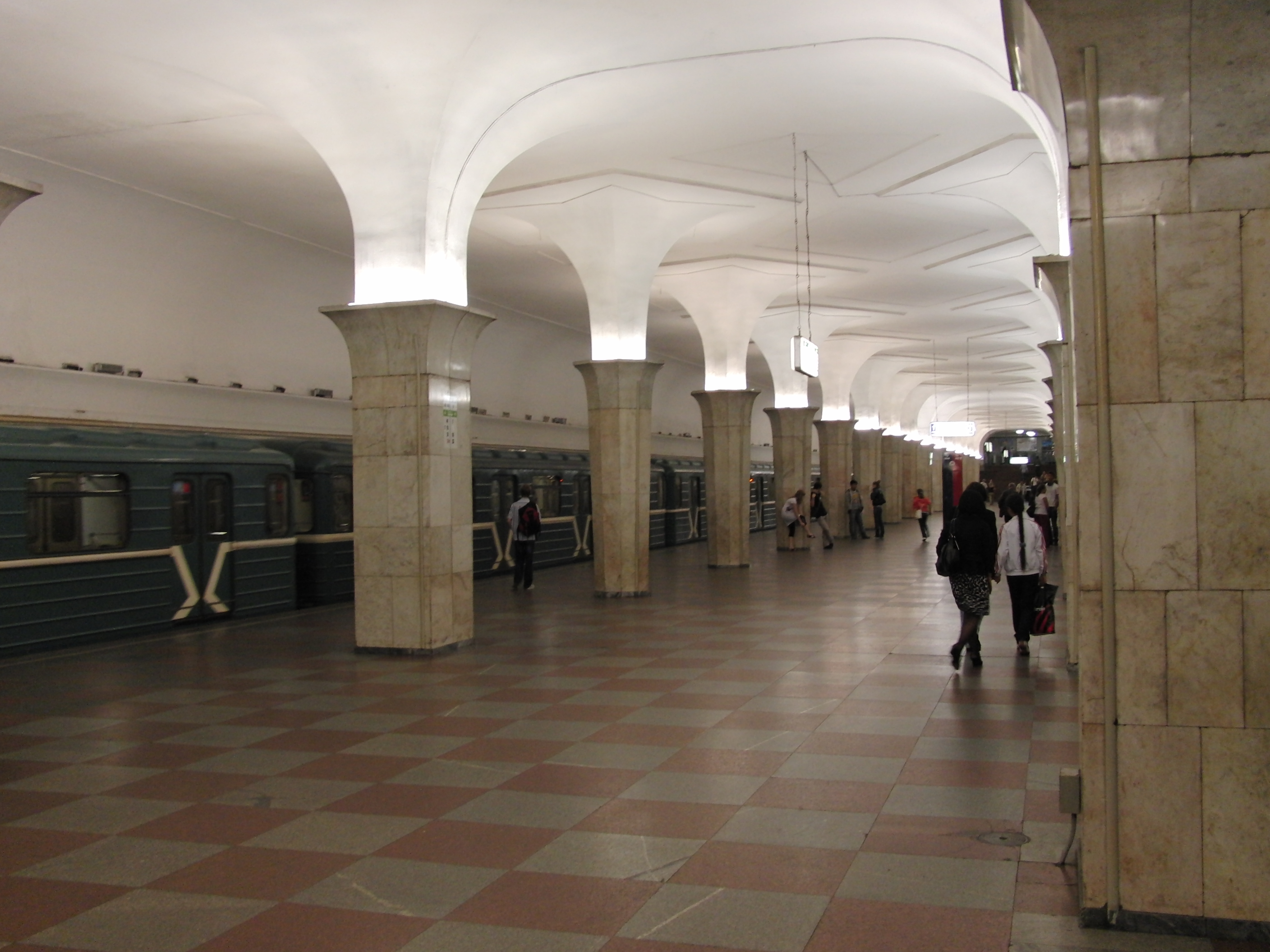

## Projets
Dans un futur proche, la station deviendra un point de correspondance vers la ligne Kalininsko-Solntsevskaïa. La future station sera alors appelée Ostojenka ou Kadachevskaïa.